# Pinocchio-illusionen
Pinocchio-illusionen är en illusion som gör att näsan tycks växa likt den gjorde på sagofiguren Pinocchio. Den skapas genom att man håller i näsan med ena handens två fingrar och blundar. Därefter utsätter man biceps muskelfäste vid armvecket för vibration med till exempel en massageapparat. Detta stimulerar muskelspolarna som skickar signaler till hjärnan om att muskeln sträcks ut. Eftersom fingrarna fortfarande registrerar att de håller i näsan drar hjärnan felaktigt slutsatsen att näsan växer.